# 카피캣 (1995년 영화)
《카피캣》(영어: Copycat)은 1995년에 개봉한 미국의 심리 스릴러 영화이다. 시고니 위버, 홀리 헌터, 더멋 멀로니 등이 출연하고, 존 에이미얼이 감독하였다.

## 줄거리
연쇄 살인범 전문가 헬렌 허드슨 박사는 살해당할 뻔한 일을 겪은 이후로 광장 공포증에 걸려 있다. 데이비드 버코위츠, 제프리 다머, 테드 번디 등 유명한 연쇄 살인범들을 따라하는 살해범이 나타나 샌프란시스코 사람들이 공포에 떨자 헬렌은 형사들의 수사를 돕는다.

## 출연진
- 시고니 위버 - 헬렌 허드슨 박사 역
- 홀리 헌터 - 메리 제인 “M.J.” 모너핸 형사 역
- 더멋 멀로니 - 루번 게츠 형사 역
- 해리 코닉 주니어 - 대릴 리 컬럼 역
- 윌리엄 맥너마라 - 피터 폴리 역
- J. E. 프리먼 - 토머스 퀸 경위 역
- 윌 패튼 - 니컬레티 형사 역
- 존 로스먼 - 앤디 역
- 섀넌 오헐리 - 수전 시퍼 역

## 우리말 녹음
MBC 성우진
- 손정아 - 허드슨 (시고니 위버)
- 박지훈 - 대릴 리 (해리 코닉 주니어)
- 엄현정 - M.J. 모너핸 (홀리 헌터)
- 안지환 - 루번 형사 (더멋 멀로니)
- 윤성혜 - 수전 (섀넌 오헐리)
- 손원일 - 피터 (윌리엄 맥너마라)
- 한규희 - 반장
- 최원형 -
- 이윤연
- 이종혁
- 이승환
- 안장혁
- 변종필
- 박소라
- 이철용
- 정남
- 송준석
- 이상범

## 같이 보기
- 카피캣 범죄